# 윤민
윤민(尹慜, ? ~ 1504년)은 조선 중기의 문신으로 자는 시봉(時逢), 본관은 파평이다.

## 생애
지사간원사(知司諫院事) 윤수미(尹須彌)와 어머니는 판한성부사(判漢城府事) 유사눌(柳思訥)의 딸 유씨 사이에서 태어났다. 1453년(단종 1) 부위(副尉)로서 식년문과에 정과로 급제하였으며, 1455년(세조 1)에는 예문관검열로서 원종공신 2등에 녹훈(錄勳)되었다. 1469년(예종 1)에 군자감첨정, 1479년(성종 10)에 사헌부집의를 거쳐 1487년(성종 18) 정3품 통정대부(通政大夫)에 오르면서 호조참의에 임명되었다. 이후 황해도관찰사, 대사간, 예조참의, 병조참지와 참의를 거쳐 1495년 다시 호조참의를 제수받아 이듬해 종2품 가선대부로서 대사헌의 자리에 올랐다.
1504년(연산군 10) 갑자사화에 연루되어 부관참시(剖棺斬屍)되고 가산을 적몰당하였으나 1506년(중종 1)에 신원(伸寃)되었다.

## 가족관계
- 증조부 : 윤승례(尹承禮)
- 조부 : 윤보로(尹普老)
- 부 : 윤수미(尹須彌)
- 모 : 문화 유씨
- 외조부 : 유사눌(柳思訥)
- 형 : 윤자(尹慈)
- 형 : 윤서(尹恕)
- 누이 : 강맹경의 처
- 장인 : 박인효(朴仁孝)